# Набонид
Набони́д (Набу-на’ид; Nabû-nā'id) — последний царь Нововавилонского царства (май 556 — 29 октября 539 года до н. э.), из X Нововавилонской (халдейской) династии.

## Приход к власти

### Происхождение Набонида
Набонид, в отличие от всех своих предшественников, халдеем не был. Отец Набонида Набу-балатцу-икби принадлежал к числу вельмож Вавилона и носил титулы «мудрого князя», «совершенного князя», «храброго сановника» и «почитателя великих богов». То, что Набу-балацу-икби не имеет связи с каким-либо вавилонским царём в надписях Набонида, обычно означает, что Набонид не был тесно связан с правящей династией Вавилонии, так называемой Халдейской династией. В своих надписях Набонид ссылается на тех, кто предшествовал ему, как на царей Вавилона, но не заявляет о своём происхождении от кого-либо из них. Ни в одной надписи Набонид не уточняет происхождение и этническую принадлежность своего отца, просто упоминает его имя и пишет, что он был храбрым, мудрым и набожным человеком. Любопытно, что ни один человек по имени Набу-балацу-икби, которого можно обоснованно идентифицировать как отца Набонида, не фигурирует в документах до правления Набонида, что делает неясным статус и положение его отца. То, что Набу-балацу-икби неоднократно упоминается как «князь» в надписях Набонида, предполагает некоторый вид благородного статуса и политическое значение.
Ещё более замечательной фигурой была Адда-гуппи’, мать Набонида. В Харране в северной Месопотамии были найдены две стелы, на которых приводится жизнеописание Адда-гуппи’. Она родилась в 20-й год правления Ашшурбанапала (ок. 649/648 до н. э.) и дожила до возраста ста четырёх лет, умерев в 9-й год правления своего сына. Хотя не существует убедительных доказательств, часто считается, что Адда-гуппи’ происходила из города Харрана и имела ассирийское происхождение. Более поздний интерес Набонида к Харрану, периферийному городу его царства, может быть объяснён только в том случае, если он и его мать были родом из этого города. «Династическое пророчество», более поздний документ, написанный спустя столетия после завоевания Вавилонии Александром Македонским, подтверждает, что Набонид происходил из Харрана, поскольку в нём Набонид рассматривается как основатель и единственный представитель «харранской династии». Возможно, Адда-гуппи’ была жрицей бога Сина в харранском храме Эхулхул; в своей автобиографии она говорит, что заботилась о святилищах бога луны Сина 95 лет. Возможно, что последний царь ассирийцев Ашшур-убаллит II до вступления на престол также был жрецом Сина в Харране и этот город был столицей ассирийцев после падения Ниневии в 612 году до н. э. Связь Адда-гуппи’ с Харраном и то, что она, вероятно, вышла замуж за Набу-балацу-икби в начале своей жизни (как было принято в древней Месопотамии), означает, что Набу-балацу-икби, вероятно, также был видным жителем этого города, возможно, ассирийского или арамейского происхождения. Согласно собственным надписям Набонида и Адда-гуппи’, в которых Набонид несколько раз назван её «единственным сыном», можно с уверенностью утверждать, что Набонид был единственным ребенком этой пары. В 610 году до н. э. Харран был захвачен войсками мидян и вавилонян. Адда-гуппи’ на тот момент было 40 лет и можно с уверенностью отметить, что Набонид к тому моменту родился и, вероятно, уже находился в сознательном возрасте, чтобы помнить события того времени. В одной из своих надписей Адда-гуппи’ утверждает, что за свою жизнь видела своих потомков вплоть до своих праправнуков (то есть правнуков Набонида), — четыре поколения потомков. Если время между поколениями оценивается примерно в 20-25 лет, и если предположить, что её праправнукам было около пяти лет на момент смерти Адда-гуппи’, Набонид не мог родиться позже 615 года до н. э., хотя он вполне мог родиться раньше. Так что не исключено, что Набонид был ассирийцем, потомком ассирийских царей; интересно, что Набонид называл ассирийских властителей своими «царственными предками» (sarrani abbeia), то есть таким титулом, каким он не называл ни одного из вавилонских царей. Видимо, после разгрома Харрана Набонид и его мать Адда-гуппи’ бежали сами или были увезены как пленные в Вавилон.
Набонид во многом был обязан матери своей карьерой и престолом. В своих надписях Адда-гуппи’ утверждает, что представила своего сына Набонида царям Навуходоносору II и Нергал-шар-уцуру, и она заявляет, что Набонид «день и ночь» выполнял обязанности для них и «регулярно делал всё, что им нравилось». Поскольку Набонид умел писать и явно был учёным человеком, учитывая, что он вступал в диспуты с многочисленными жрецами и учёными, возможно, что он был придворным при царском дворе до того, как стал царём, хотя никаких записей о выдающемся придворном с его именем не известно. В целом имя Набонида очень плохо засвидетельствовано в источниках до его восшествия на престол. Так некий Набонид указан в качестве главного свидетеля в юридическом документе 11 февраля 596 года до н. э., хотя неясно, является ли данное лицо, тем же, что и более поздний царь. Если это одно и то же лицо, то его должность, указанная в документе, ша муки али (должностное лицо, отвечающее за город), предполагает, что дата рождения Набонида должна быть отодвинут ещё дальше, до 620 года до н. э., с учётом возраста, необходимого для занятия этой должности. Есть также ещё одно письмо, написанное где-то между началом 590-х годов до н. э. и 570-ми годами до н. э., в котором Набонид описывается как чиновник потребовавший поднять сборы в определенном регионе. Является ли этот Набонид тем же человеком, что и будущий царь, также неясно.
Согласно Геродоту, сановник по имени Лабинет (это же имя используется для Набонида в древнегреческих источниках) в качестве вавилонского посла участвовал в заключении мира и союза между Мидией и Лидией, после знаменитой битвы, прерванной полным солнечным затмением 28 мая 585 года до н. э. Возможно, что этим послом был тот же человек, что и Набонид, впоследствии ставший царём Вавилона.

### Восшествие на престол
Набонид взошёл на престол после распада прямой династической линии Халдейской династии. После непродолжительного правления Нергал-шар-уцура, зятя Навуходоносора II, трон унаследовал в апреле 556 года до н. э. сын Нергал-шар-уцура Лабаши-Мардук. Не позднее середины мая 556 года до н. э. Набонид, который к тому времени находился уже в преклонном возрасте, опираясь на жреческие и торгово-рабовладельческие круги принял царский титул. Первое упоминание Набонида как царя относится к 18 мая 556 года до н. э. Причина переворота против Лабаши-Мардука неизвестна. Беросс говорит, что Лабаши-Мардук вызвал всеобщее недовольство «своими дурными наклонностями, и потому против него составился заговор, и он кончил жизнь в мучениях от рук своих приближенных. После его смерти заговорщики собрались вместе и решили передать власть некоему вавилонянину Набониду, который также входил в число участников заговора». Однако в действительности дело обстояло, видимо, намного сложнее чем это описывает вавилонский историк. Набонид в полном смысле слова был «своим человеком» олигархии, и начал борьбу со ставленником халдейских военачальников Лабаши-Мардуком. В Вавилонии оказалось два царя, причём в Сиппаре, например, одни признавали Лабаши-Мардука, другие — Набонида. Нависла реальная угроза гражданской войны. Для увеличения своего престижа Набонид женился на вдове Навуходоносора II египтянке Нитокрис и усыновил царевича Бэл-шар-уцура (известного из Библии как Валтасар), сына Навуходоносора II и Нитокрис. Тем самым Набонид привлёк на свою сторону халдеев, считавших Валтасара более законным наследником престола, чем Лабаши-Мардука. Кроме того, Валтасар был связан с деловыми кругами Вавилона, в частности с торговым домом Эгиби. Лабаши-Мардук оказался в изоляции. В июне 556 года до н. э. он был убит, и престол остался за Набонидом. Вот как Набонид сам описывает своё воцарение:

«Я Набонид, единственный сын, у которого никого нет. В моем уме не было мысли о царстве. Меня ввели во дворец; все бросились мне в ноги, целовали их, приветствовали моё царство. По повелению Мардука, моего господина, возведён я на царство над страною. Они восклицали: „Отец страны, нет ему подобного“. Я — могучий посланник Навуходоносора и Нергал-шар-уцура, царей бывших до меня. Их люди доверены мне, против их повелений я не буду погрешать, их духу я буду угождать. Амель-Мардуку и Лабаши-Мардуку (я не буду подражать), ибо они преступили их заветы».
К концу июня 556 года до н. э. таблички, датированные правлением Набонида, были известны по всей Вавилонии. Самая ранняя зарегистрированная деятельность Набонида как царя — это посещение города Сиппар 4 июля 556 года до н. э., где он пожертвовал три мины золота (1,5 кг) в городской храм Шамаша Эбаббар. Цель визита могла быть политической, учитывая, что Сиппар признавал Лабаши-Мардука царём всего за две недели до этого, почти через месяц после того, как Набонид был провозглашён царём.

### Поход против царства Хуме
В Мидии захват вавилонского престола Набонидом и убийство Лабаши-Мардука расценили как враждебные акции и предлог для войны. В 555 году до н. э. против Вавилона выступило союзное с Мидией киликийское царство Хуме, но Набонид без особого труда разгромил киликийцев. О победе над царством Хуме рассказывается в «Хронике Набонида» (ABC 7), под первым годом его правления (555/554 год до н. э.), однако, к сожалению, текст этого места сохранился очень фрагментарно и не передаёт точной картины произошедшего. В честь победы во время праздника Нового года 28 апреля 554 года до н. э. он подарил храмам Эсагила в Вавилоне, Эзида в Борсиппе и Эмешламу в Куту 100 талантов 21 мину (3040,6 кг) серебра, 5 талантов 17 мин (160 кг) золота и 2850 пленных киликийцев. Затем Набонид посетил города Урук, Ларсу, Ур и другие, сделав богатые дары их храмам.

### Борьба за Харран
Однако за спиной Хуме стояла Мидия. В 554 году до н. э. мидяне перешли вавилонские границы и осадили Харран. Территория Вавилонской империи представляла собой полумесяц, в самом центре которого находился Харран. Овладев этим городом, мидяне одним ударом отрезали бы Вавилон не только от богатого Заречья, но и от Египта и Лидии, его потенциальных союзников. Набонид никак не мог допустить падения Харрана. Он с армией стоял в Хамате, в центре Сирии, но не решался на открытое сражение с мидянами. Исход войны был решён в Иране. Здесь в 553 года до н. э. против мидийского царя Астиага подняли восстание персы во главе со своим царём Киром. Мидянам пришлось срочно снять осаду с Харрана и спешить на защиту своей родины. Вавилон избавился от войны с Мидией.

### Восстановление храма Сина в Харране
Набонид воспользовался войной между Персией и Мидией и велел восстановить, не жалея ни золота, ни серебра, ни кедров, разрушенный во время войны с ассирийцами в 609 году до н. э., храм бога Сина Эхулхул. Надпись Набонида на цилиндре из Сиппара гласит:

«Эхулхул, храм Сина в Харране, где с давних времен Син, великий владыка, обосновался в своей любимой резиденции — его великое сердце разгневалось на этот город и храм, и он пробудил Умман-Манда (то есть мидян), разрушил храм и обратил его в руины — в моё законное правление Бел и великий владыка, из любви к моему царствованию, примирились с тем городом и храмом и проявили сострадание. В начале моего царствования боги послали мне сон: Мардук, великий господин, и Син, свет неба и земли, стояли по обе стороны. Мардук сказал мне: „Набонид, царь вавилонский, доставь кирпичи, отстрой Эхулхул и дай Сину, великому господину поселиться там“. Благоговейно сказал я Мардуку, владыке богов: „Храм на который ты указываешь мне, окружает Умман-Манда и многочисленные войска их“. Мардук ответил мне: „Умман-Манды, о которых ты говоришь, больше не существует, ни его земли, ни царей, его помощников“. В 3-м году они навели на него войну, и Кир, царь Аншана, его юный слуга, рассеял со своими немногочисленными силами полчища Умман-Манда. Иштувегу, царя Умман-Манды, взял он в плен и отправил в свою страну».
Несчастный царь радовался такому неожиданному союзнику, облегчившему ему путь к харранским святыням, даже не подозревая, что этот же союзник вскоре положит конец его царствованию. Пока же Вавилонская империя, несмотря на отсутствие прочного правительства, ещё держалась в полном своём объёме, и Набонид ещё мог призывать на свои харранские постройки людей «от Газы на границе Египта, Верхнего моря по ту сторону Евфрата, до Нижнего моря — царей, князей, широко разбросанных людей, доверенных ему Сином, Шамашем и Иштар».

## Конфликт между Набонидом и вавилонской олигархией

### Начало конфликта
С этого времени пришёл конец согласию между жречеством и «её человеком» Набонидом, который, оказалось, имел свой собственный взгляд на царскую власть и не собирался быть послушным орудием в чужих руках. Поводом для столкновения послужил вопрос о восстановлении храма Эхулхул в Харране.
В своё время Харран принадлежал к числу привилегированных городов Ассирии. Эхулхул, храм бога луны Сина, в последний раз был восстановлен с большой пышностью Ашшурбанипалом столетие назад. Когда Набонид начал восстановительные работы он разыскал закладные камни ассирийских царей Салманасара III и Ашшурбанипала и восстанавливал храм по ассирийскому, а не вавилонскому образцу. Он осмелился поставить в Эхулхуле такого же быка, какой стоял перед вавилонской Эсагилой, и не скрывал намерения придать Эхулхулу то значение, которое имел ниппурский храм Экур, древняя шумеро-вавилонская святыня. Под влиянием своей матери Набонид стал постепенно выдвигать и в Вавилоне на первое место культ бога Сина, что привлекло к конфликту с жречеством древних храмов в Вавилоне, Борсиппе, Ларсе, Уруке и других городах. Надо учесть также, что бог луны Набонида в действительности не являлся традиционным вавилонским богом Сином, а был по своей символике и формам поклонения скорее арамейским богом.

### Олигархат настраивает народ против царя
Вавилонское жречество верно усмотрело в действиях Набонида посягательство на права и прерогативы крупнейших храмов Вавилонии, попытку найти опору среди провинциалов (особенно арамеев), поставив их вровень с вавилонским гражданами. И олигархия организовала отпор царю, настроив против него народ, и так недовольный налогом-урашу, который ему приходилось платить по случаю строительства в каком-то провинциальном Харране. Вавилоняне отказались строить Эхулхул (то есть платить урашу). Но Набонид твёрдо стоял на своём. В момент разрыва с вавилонскими гражданами Набонид находился в Заречье. В месяце айару третьего года своего правления (апрель/май 553 года до н. э.) он сражался в горах Амана. Плохо сохранившаяся хроника говорит об отсечении и сложение в кучи голов людей непокорных территорий, об распятии их князя на столбе, об уничтожении садов и разрушении всего что можно разрушить. В месяце абу (июль/август) царь заболел, но выздоровел, а в месяце кислиму (ноябрь/декабрь) он собрал войско в Амурру и в союзе с амуррским царём Набу-таттан-усуром напал на Эдом.

### Завоевание Аравии
Между тем Набонид углубился в аравийские степи и пустыни. Его сопровождало войско, набранное из арамеев западных провинций, преданное лично ему, а не Вавилону. С ним он взял аравийский город Тему (Тейма) и перебил всех его жителей во главе с их царьком. Затем были покорены оазисы и города Дадану (Дедан, современный Эль-Ула), Падакку (Фадак), Хибра (Хайбар), Ядиху (Яди) и Ятрибу (Ясриб, Медина). Под властью Набонида оказалась вся северная половина Аравийского полуострова.

«Когда должен был начаться третий год (его царствования), он доверил войско своему старшему сыну, своему первенцу, и поставил войска в стране под его командование. Он бросил всё, доверил ему царство, а сам отправился в дальний путь. Войска Аккада двинулись с ним к Теме, далеко на западе. Он начал свою экспедицию по дороге, ведущей в отдаленный край. Добравшись туда, он убил в бою князя Темы, перерезал стада как тех, кто жил в городе, так и тех, кто жил вне его. Сам он сделал Тему своей резиденцией, и там разместились войска Аккада. Он сделал город красивым, он построил там дворец, подобный дворцу в Вавилоне. Он же воздвиг оборонительные стены и окружил город стражей».
Как видно из этого текста, Набонид поручил командование войсками, стоявшими в Вавилонии, царевичу Валтасару, назначил его своим соправителем и передал ему власть над Вавилоном. Расчёт Набонида был точен. Халдейская армия с восторгом встретила назначение Валтасара, и олигархия ничего не могла предпринять против него. Вавилон оказался под властью военной диктатуры, облеченной полномочиями законным царём, а сам царь находился вне пределов досягаемости олигархов. За отсутствием царя нельзя было справить праздник Нового года и, следовательно, избрать вместо Набонида другого царя. Валтасар и халдеи сохраняли верность Набониду. Возможность нового государственного переворота была исключена. Что отношения между отцом и сыном сохранялись хорошие, можно видеть из официальной надписи из Ура:

«Защити меня, Набонида, царя вавилонского, от преступления против твоего божества, и подай мне долголетнюю жизнь, и вложи в сердце Валтасара, моего первородного сына, моей отрасли, почтение к твоему высокому божеству, и не сотворит он греха, но насладится полнотою жизни».
Набонид создал себе в Аравии обширное царство, перенеся свою резиденцию в Тему, где он построил дворец наподобие вавилонского. В завоеванных оазисах были основаны вавилоно-арамейские колонии. В его власти находились все караванные пути через пустыню в Вавилонию, Заречье и Египет, с которыми он поддерживал регулярные связи. Из Вавилонии, в частности из Урука, ему постоянно доставляли в Тему продовольствие.
Теперь даже потеря Харрана не привела бы к изоляции Вавилона. Стратегическое положение империи серьёзно улучшилось. А главное, Набонид получил возможность вести борьбу с могущественной вавилонской олигархией. Валтасар, опираясь на армию, зорко следил за порядком в Вавилонии. Стремясь сломить могущество и влияние жречества Мардука, Набонид с этого момента вообще долгое время не показывался в Вавилоне. Начиная с 7-го года правления Набонида (549/548 год до н. э.) хроника упорно повторяет из года в год:

«Год такой-то. Царь в Теме, сын царя, его вельможи и войско — в Аккаде. Царь не приходил в Вавилон, Набу не приходил в Вавилон, Бела не выносили, праздник Нового года не справлялся. В Эсагиле и Эзиде боги Вавилона получали жертвы по обычаю».
Согласно надписи на его стелах из Харрана причиной по которой Набонид покинул столицу, стало преступные и гнусные действия «сынов Вавилона, Борсиппы, Ниппура, Ура, Урука и Ларсы, жрецов и народа столицы Аккада, которые оскорбили „царя богов“ — бога Сина. Они забыли о своём долге, постоянно говорили о предательстве, а не преданности, и как собаки пожирали друг друга; болезни и голод царили среди них. Но я удалился далеко от моего города Вавилона (по) дороге в Тему, Дадану, Падакку[а], Хибра, Ядиху, и до Ятрибу. Десять лет я ходил среди них, (и) в свой город Вавилон я не заходил».

### Действия Набонида в Уруке и Уре
Главным своим противникам — олигархическим кругам вавилонской Эсагилы, борсиппской Эзиды, сиппарской Эбаббарры, то есть олигархии Вавилонского царства, — Набонид попытался противопоставить олигархию союзных вавилонских городов, в первую очередь Урука и Ура.
В Уруке в 553 году до н. э. он поставил у власти своих людей. С помощью этих лиц Набонид и Валтасар полностью подчинили себе Урук с его храмом Эанной и черпали оттуда средства и людей для борьбы с вавилонской олигархией. Набонид и Валтасар присвоили под видом держаний многие обширные имения храма Эанны и сдавали их в аренду своим людям. Уже в первый год своего царствования Набонид пожаловал двум частным лицам право обрабатывать большой участок земли, принадлежавший храму Эанны. Ранее такое согласие могли дать только храмовые власти. В начале своего правления он также поставил царского эмиссара и надзирателя за храмовым имуществом (реш шарри, бел пикитти). На третьем году своего царствования Набонид дополнительно ввёл в группу управляющих этим храмом управляющего «царским сундуком» (quppu ša šarri), который должен был следить за тем, чтобы заранее определенная часть доходов храма передавалась государству. Аналогичные реформы были проведены и в других крупных храмах.
В Уре Набонид действовал несколько иначе. Использовав лунное затмение, которое преданные ему прорицатели истолковали как желание бога луны Сина иметь невесту, он восстановил в Уре древний и давно забытый институт верховных жриц (энту) бога Сина. По мнению ученых, упомянутое здесь лунное затмение, которое произошло в 13-й день месяца улулу, должно соответствовать лунному затмению 26 сентября 554 года до н. э. Установление этой даты сыграло решающую роль в определение хронологии событий царствования Набонида. Последней жрицей была назначенная в 1828 году до н. э. Эн-ане-ду, дочь Кудурмабуга, сестра Рим-Сина и уже никто не помнил обряд назначения жрицы. Однако из Ура в Вавилон были доставлены стела Навуходоносора I, царя Вавилона, сына Нинурта-надин-шуми, на которой имелось изображение энту-жрицы и были описаны обряды, правила и церемонии, относящиеся к её должности, а также и другие соответствующие таблички. После многократных, надлежащим образом истолкованных гаданий выяснилось, что такой жрицей должна стать дочь самого Набонида. По обычаю, под шумерским именем Эн-нигальди-Нанна («Владыка победы — бог луны Нанна») она была посвящена в этот сан. Специально для неё восстановили давно исчезнувший храм-дворец Эгипар, древнюю резиденцию верховных жриц бога Сина. Так Ур с его древним храмом бога Сина Эгишширгалем превратился в оплот политики Набонида.

«В это время пришёл в упадок район великолепных фундаментов в центре Эгипара, незапятнанная площадка, место ритуалов верховной жрицы. Внутри росли дикие финиковые пальмы (и) фруктовые деревья. Я очистил (их) от деревьев и убрал скопившуюся (там) землю. Я посмотрел на руины и обнаружил их основу. Я посмотрел на надписи с именами древних царей внутри. Я посмотрел на старую надпись Энанеду, жрицы энту в Уре, дочери Кудурмабуга, сестры Рим-Сина, царя Ура, восстановившего Эгипар, который обнёс стеной место упокоения древних жриц энту вдоль Эгипара. Я перестроил Эгипар с нуля, как (как это было) в прошлом».— фрагмент надписи Набонида, описывающей восстановление Эгипара в Уре

### Реставрация древних храмов
Не менее сильный удар нанесла олигархии «археологическая деятельность» Набонида. Набонид с особенной любовью рассказывает в своих надписях, как ему являлось во сне то или другое божество и повелевало начать работу в том или ином храме страны, как он, следуя ритуалу и обычаю, с усердием искал памятные цилиндры древних царей в фундаментах зданий, тщательно отмечал находки или тщетность поисков и т. п. Таким образом, накануне крушения Вавилона перед нами проходит в его текстах вереница имён древних царей, начиная с Саргона Древнего и Нарам-Сина, Шульги и Хаммурапи.
В 552 году до н. э. по приказу Набонида началась перестройка храма Эбаббарры в Сиппаре, восстановленного Навуходоносором II в 597 году до н. э. и не нуждавшегося ни в каком ремонте. Набонид заявил, что Навуходоносор не нашёл древний закладной камень и потому исказил облик храма. На этом основании все его постройки были снесены. После упорных раскопок обнаружили закладной камень древнего аккадского царя Нарам-Сина. По древнему плану Нарам-Сина и началось новое строительство Эбаббарры и её зиккурата Э-идиб-ан-азагги на месте снесенных построек. Кроме того от имени Набонида объявили, что сиппарский истукан бога солнца Шамаша — грубая и невежественная подделка, ибо на его тиаре недостает эмблемы полумесяца, поскольку бог солнца Шамаш является сыном бога луны Сина. В Сиппаре прокатилась буря протеста недовольными этими нововведениями, а также тем, что их бога Шамаша, палладия Сиппара, объявили ниже рангом, чем Сина, бога каких-то захудалых провинциальных Харрана и Ура. Против смутьянов Набонид направил целый сонм мудрецов, гадателей, историков и других учёных, которые своими малопонятными речами окончательно запутали народ, а присланные солдаты в это время охраняли порядок. И сиппарцам пришлось сдаться. После этой победы по распоряжению Набонида в соседнем с Сиппаром городе Аккаде был заново перестроен Эульмаш, храм богини Анунит, тоже восстановленный Навуходоносором II, а в самом Сиппаре возведён новый храм бога Бунене.
В 546 году до н. э. такая же участь постигла город Ларсу, где, как и в Сиппаре, почитался бог солнца Шамаш. Местный храм Эбаббарра и его зиккурат Эдуранна, восстановленные Навуходоносором II, были снесены и воздвигнуты заново на основании закладного камня вавилонского царя Хаммурапи. В Уре по древним образцам шумерийских царей Ур-Намму и Шульги перестроили Э-лугаль-мальга-сиди, зиккурат Эгишширгаля, храма бога Сина.

### Причины, заставлявшие Набонида перестраивать храмы
Впрочем, увлечение Набонида археологией носило более чем странный характер. Пока производились все перестройки, приводившие в ужас совершенно сбитых с толку благочестивых и добропорядочных вавилонских обывателей, он продолжал безвыездно пребывать в Аравии. Царь-археолог, как часто именуют Набонида, не проявлял никакого желания взглянуть на реставрированные по его приказу храмы и зиккураты. Даже когда 17 апреля 546 года до н. э. в городе Дур-Карашу (аккад. Dūr-Karāšu, на Евфрате, выше Сиппара) в возрасте 104 лет скончалась его мать Адда-гуппи’, Набонид не явился на её похороны. Последние почести матроне, сохранившей до конца жизни ясность ума и отменное здоровье, оказал царевич Валтасар, который объявил трёхдневный траур. Набонид же, находящийся в Теме, узнал о смерти матери только спустя несколько недель и смог объявить общенациональный траур только в месяце симану (с 11 июня по 9 июля). После чего он увековечил память матери двумя стелами, на которых начертал её «автобиографию»; они были поставлены в харранском храме Эхулхул.
Набонида интересовала не археология. С её помощью он хотел лишь публично доказать невежество ненавистных ему жрецов, обвинить их в ереси и безбожии и вырвать из рук олигархии руководство храмами. Ведь каждая «реставрация» храмов сопровождалась переменами в ритуале и сменой жречества. Одновременно Набонид восстанавливал давно исчезнувшие храмы и культы, во главе которых ставил своих людей. Он не трогал прямо богов Бэла-Мардука и Набу и их храмы Эсагилу и Эзиду, но в противовес им поднимал роль и значение богов Сина и Шамаша, культ которых процветал в Харране, Уре, Сиппаре и Ларсе. Тем самым подрывалось первенство Вавилона и Борсиппы, оплотов олигархической оппозиции, в делах религии со всеми вытекающими отсюда последствиями.

## Строительная деятельность Набонида
Сведения о строительной деятельности Набонида сохранились в его надписях и в хозяйственных документах храмовых архивов. По их словам, наиболее важными стройками, осуществленными этим правителем, были:
- Восстановление Э-баббара (шум. é.babbar «Сияющий дом»), храма бога Шамаша и богини Айи в Сиппаре (2-й год правления).[30] Во время реставрационных работ была найдена разрушенная статуя Саргона Древнего, которую затем, после реставрации, снова заложили в фундамент здания.[31]
- Восстановление Э-кура (шум. é.kur.ra «Дом на горе»), храма Бунене (божественного сына Шамаша и Айи) в Сиппаре (между 4 и 13 годами правления).
- Восстановление Э-кунанкуга (шум. é.kun4.an.kù.ga «Дом, безупречная лестница в небо»), зиккурата бога Шамаша в Сиппаре (10-й год правления).
- Восстановление Э-улмаш (шум. é.ul.maš), храма богини Ануниту в Сиппар-Ануниту (вероятнее всего, на 16-м году его царствования). В своей надписи Набонид упоминает более ранние работы, проведенные над этим зданием Сабиумом и Шагаракти-Шуриашем.[32]
- Восстановление Э-баббара (шум. é.babbar «Сияющий дом»), храма бога Шамаша и богини Айи в Ларсе (10-й год правления).
- Реконструкция Э-дурана (шум. é.dur.an.na «Дом, узы небес», зиккурата Шамаша в Ларсе.
- Восстановление Э-гипар (шум. é.ĝi6.pàr «Дом Гипару»), обители верховной жрицы (энту) бога Сина в Уре (2-й год правления). Набонид приказал перестроить это здание для своей дочери Эн-нигальди-Нанны.
- Реставрационные работы в Э-нунмах (шум. é.nun.mah «Дом высокого князя»), части храма Э-кишнугаль в Уре.
- Реставрационные работы в Э-лугальгалгасисе (шум. é.lugal.ĝalga.si.sá «Царский дом, позволяющий развиваться совету»), зиккурата в Уре (16 или 17 год правления). В своей надписи Набонид упоминает более ранние работы над этим зиккуратом царей Ур-Намму и Шульги.
- Восстановление Э-хулхула (шум. é.húl.húl «Дом, дарующий радость») храма бога Сина в Харране.
- Реконструкция Э-улмаш (шум. é.ul.maš), храма Иштар в районе Улмаш в Агаде.
- Восстановление Э-игикалама (шум. é.igi.kalam.ma «Дом, ока страны»), храма бога Лугаль-Марада в Мараде.
- Восстановление Э-машдари (шум. é.maš.da.ri «Дом жертвоприношения животных»), храма Белет-Аккаде (Иштар Агаде) в Вавилоне.
- Согласно Бероссу , Набонид должен был построить оборонительную стену в Вавилоне со стороны Евфрата. «При нём стены города со стороны реки были выложены обожженным кирпичом и асфальтом».[7] Найденные там кирпичи, помеченные печатью с надписью Набонида, как бы подтверждают его слова.

Строительные надписи Набонида были обнаружены при раскопках многих памятников Месопотамии, в том числе в Талль-эль-Ламе, Уре, Ларсе, Уруке, Вавилоне, Кише, Сиппаре и Харране.

## Падение Вавилонского царства

### Усиление персидской угрозы
Опасаясь усиливающейся угрозы со стороны Персии Набонид в 547 году до н. э. примкнул к антиперсидской коалиции, куда, кроме него, входили Египет, Лидия, арабы и некоторые греческие полисы, в частности, Спарта. Но это запоздалое решение уже не могло спасти Вавилонию от утраты суверенитета. В 547—546 годах до н. э. персы разгромили Лидию. Под 9-м годом (547/546 год до н. э.) Набонида Вавилонская хроника сообщает: «В месяце нисанну(март/апрель) повёл Кир царь Персии своё войско и перешёл Тигр ниже Арбелы. В месяце айяру (апрель/май) он двинулся к стране Луди (Лидии?), убил её царя, расхитил его имущество, поместил свои гарнизоны». В таких кратких словах рассказывается о занятии персами бывших владений Ассирии и, возможно, о покорении Лидии. При этом говорится об убийстве Лидийского царя. По единодушному утверждению греческих авторов, Кир пощадил Крёза, сохранив ему жизнь. Это вполне правдоподобно, если иметь в виду, что Кир относился милостиво и к другим взятым в плен царям. Вероятно, сообщение вавилонской хроники основано на недоразумении.
Затем персы начали кампанию и против Вавилона. Вавилонская торговля была парализована. Вавилонская армия была истощена многолетними войнами на Аравийском полуострове, и трудно было ожидать, что она сможет отразить наступление численно превосходящих сил противника, который, к тому же, был вооружён лучше, чем воины Набонида. Однако Валтасар был, по-видимому, энергичным полководцем и проявил себя таковым в критическую минуту. К сожалению, в надписи, служащей главным источником для уяснения этих событий первостепенной важности, утрачено всё о 12—16 годах Набонида, и только под 10-м годом (следовательно, год спустя после покорения Лидии), находится какое-то тёмное и опять-таки попорченное упоминание об эламитах в Аккаде и о наместнике Урука. Полагают, что речь идёт о первом нападении Кира, предпринятом из Элама и окончившимся назначением в Урук персидского наместника. Это вполне возможно, и нам хорошо известно, что в это время у Кира имелись в Вавилоне многочисленные союзники. В первую очередь это были недовольные существующими порядками и Набонидом, а также иудеи, скоро понявшие и оценившие последствия для себя победы персидского царя.

### Неурядицы в Вавилонии
Своим удалением в Тему Набонид нанёс олигархии жестокий удар. Прекращение праздников и, особенно, — в связи с отсутствием главного действующего лица — царя, — праздника Нового года, больно ударило по вавилонским обывателям, извлекавшим немалые доходы от наплыва паломников в Вавилон и Борсиппу. Ко всему прочему добавилось несколько неурожайных лет подряд. В 546—544 годах до н. э. голод в Вавилонии достиг апогея. В таких условиях олигархии пришлось капитулировать перед царём. Депутация вавилонских граждан просила у Набонида прощения и умоляла вернуться в Вавилон. В 540 году до н. э. Набонид, после 10 лет отлучки, прибыл в столицу.
В вавилонских источниках, созданных после завоевания Вавилона персами, Набонид изображается злым, безбожным правителем, использующим своих подданных, во время правления которых были голод и нищета:

«[Что касается Набонида:], закон и порядок не провозглашены им, он заставил простых людей погибать от нужды, знатных людей он убил на войне, торговцу он преградил дорогу. Для фермера он сделал редким [неразборчиво], нет [лакуны], жнец больше не поёт алалу-песню (во время работы), он больше не огораживает пашню. [лакуна] Он забрал их имущество, разбросал их имущество, [лакуна] он полностью разрушил, их трупы остались в темном месте, разлагаясь. Лица их стали враждебными, по широкой улице не шествуют, счастья больше не видать, [лакуна] неприятно, решили они».— отрывок из «Поэмы о Набониде»
Такие тексты часто были написаны жрецами Мардука или находились под их влиянием, которые обвиняли Набонида в том, что он отвернулся от их бога:

«Он создал поддельный (храм) Эсагила, [и…]… для Ура и других храмовых городов. Неприличествующие обряды, [нечистые] жертвоприношения еды … неуважение […] проявлялось каждый день и в знак оскорбления, он приказал прекратить жертвоприношения; он вмешивался в обряды, установленные […] в святилищах. В его представлении, трепет и уважение перед Мардуком, царём богов, подошли к концу. Он совершал и другие злодеяния в этом городе каждый день; … своему [народу …], он принёс разрушения и заковал людей в цепи».— фрагмент надписи на цилиндре Кира

### Вторжение персов
Вторжение персов и захват ими Вавилона описывается у Геродота в его «Истории», в «Хроники Набонида—Кира» и у Беросса, вернее у Иосифа Флавия, который цитировал отрывок из не сохранившегося труда Беросса. Причём, все известные нам тексты, на первый взгляд, противоречат друг другу. Геродот говорит, что Кир II, «покорив» все народы Азии, напал на ассирийцев, то есть вавилонян, при Лабинете (Набониде). Весной 539 года до н. э. персидская армия двинулась в поход против Вавилонии. В этот критический момент наместник области Гутиум (вавилонской провинции к востоку от среднего течения Тигра) Угбару изменил Набониду и перешёл на сторону Кира II. Согласно Геродоту, подойдя к Гинду (Дияле), Кир проявил необычные для него инстинкты сумасбродного деспота, наказав реку за потонувшую в ней священную лошадь тем, что, приостановив поход, в течение целого лета занял своё войско рытьём 360 каналов для осушения реки. Вероятно, Кира задержали гидротехнические сооружения Навуходоносора II, приведённые в действие и залившие водой всё пространство от Описа и Сиппара к югу, отрезав таким образом Вавилон от вражеской армии. То, что Геродот описывает как самодурство Кира, было, очевидно, вполне целесообразным предприятием — снова спустить воду с затопленной местности и сделать её проходимой. Глухое упоминание об этом есть у Плиния Старшего: «Некоторые передают, что Евфрат отведён наместником Гобаром, чтобы не наводнил Вавилонию внезапным разливом».
Летом 539 года до н. э. Набонид велел перевести идолы богов из городов, расположенных вне зоны укрепления, в Вавилон. Так были доставлены боги из Марада, Киша, Хурсанг-каламы и вообще из страны Аккада. Распоряжение Набонида о переносе богов, возможно, находилось в связи со спуском шлюзов, а может быть, просто было актом суеверия царя, желавшего собрать у себя палладии (статуи богов) всей Вавилонии и чувствовать себя спокойно под их защитой. Но это переполнило чашу терпения недовольных: как вавилонские жрецы, ревновавшие к славе Мардука, были оскорблены, так и жители городов, из которых были увезены боги, негодовали на Набонида за унижение их святынь и лишение их палладиев. Так жители Борсиппы, Куты и Сиппара не позволили увезти своих богов.
Осушив местность, персы продолжили поход. Набонид выступил с армией навстречу персам и стал лагерем у города Описа, прикрывая переправы через Тигр. Но Кир в 20-х числах сентября 539 года до н. э., неожиданно обошёл Мидийскую стену с запада. Посланный Киром корпус Угбару взял Вавилон в осаду, в котором находился сильный гарнизон во главе с Валтасаром. Сам же Кир ударил по армии Набонида с тыла. В самом конце сентября произошло сражение у Описа. Вавилонская армия потерпела сокрушительное поражение, а Набонид бежал, но путь в Вавилон, окружённый персами, был для него закрыт, и он укрылся в Борсиппе. 10 октября 539 года до н. э. персы захватили Сиппар, а 12 октября жречество и рабовладельческие круги, недовольные Набонидом, открыли ворота Вавилона, и войска Угбару без боя вступили в город. Последняя табличка, датированная правлением Набонида, относится к 13 октября, то есть на следующий день после захвата Угбару Вавилона. Это объясняется тем, что она написана в Уруке, куда весть о падении столицы, видимо, ещё не дошла.
Согласно Геродоту, Кир велел отвести реку и вступил в город по её руслу, в то время как жители справляли праздник. Валтасар, пытавшийся оказать сопротивление персам в центре города, был убит. Набонид, узнав о падении Вавилона и гибели Валтасара, покинул Борсиппу, вернулся в Вавилон и добровольно сдался в плен. По распоряжению Кира II, вступившего в Вавилон 29 октября 539 года до н. э., Набонид (согласно Бероссу) был сослан в почётную ссылку правителем области Кармания, где и провёл остаток жизни.
По версии Ксенофонта, в ночь после входа персов в город Вавилон Угбару (там он назван Гобрий) и ещё один предатель, которые пострадали во время правления Набонида, проникли во дворец и убили ненавистного царя. Какая из этих версий соответствует истине, до сих пор неизвестно, так как в клинописных текстах нет никаких сведений о дальнейшей судьбе Набонида после вторжения персов в Вавилон, но, возможно, сведения Ксенофонта переносят на Набонида судьбу его сына Валтасара, действительно, как это видно из вавилонской хроники, убитого по приказу Угбару 6 ноября 539 года до н. э.
Правление Набонида продолжалось 17 лет и 5 месяцев.

## Семья, дети и потомки
Подробности о семье Набонида скудны. Вероятно, у него была большая семья ещё до того, как он стал царём, поскольку его мать Адда-гуппи’ в своих надписях утверждает, что у неё были праправнуки, и Набонид, по-видимому, был единственным ребенком Адда-гуппи’. Наличие у Адда-гуппи’ праправнуков означает, что у Набонида уже к началу его правления были бы правнуки, хотя имена, происхождение, число и пол этих потомков не упоминаются. Известными детьми Набонида являются:
- Валтасар (аккадский: Бел-шар-ушур) — сын. Наследный царевич на протяжении всего правления Набонида и регент в 553—543/542 годах до н. э.
- Эннигальди-Нанна (аккадский: Эн-нигальди-Нанна) — дочь. Посвящена своим отцом как жрица-энтум в Уре.
- Ина-Эсагила-ремат или Ина-Эсагила-рисат (аккадский: Ина-Эсагил-ришат) — дочь. Упоминается как получатель десятины в Сиппаре, в остальном о ней мало что известно.
- Аккабуунма (аккадский: Аккабуунма, точное чтение неизвестно) — дочь. Записано в архивных текстах в Сиппаре.
- Возможно, ещё одна дочь, записанная в архивных текстах в Сиппаре, однако ее имя неизвестно.

Некоторые более поздние вавилоняне претендовали на происхождение от Набонида. Нидинту-Бел, который восстал против царя Ахеменидов Дария Великого в конце 522 года до н. э. и был провозглашён царём Вавилона, взял имя Навуходоносор III и заявил, что он сын Набонида. Настоящим отцом Нидинту-Бела был человек по имени Мукин-зери из местной известной семьи Зазакку. Менее чем через год после поражения Нидинту-Бела Вавилон снова восстал против Дария в 521 году до нашей эры. На этот раз лидером был Араха, который, как и Нидинту-Бел, провозгласил себя сыном Набонида и взял имя Навуходоносор IV. Араха на самом деле был сыном человека по имени Халдита и был не коренным вавилонянином, а скорее урартом или армянином.

## Наследие
Ни один другой нововавилонский царь не характеризовался так разнообразно, как Набонид. Хотя некоторые классические авторы забыли или опустили подробности правления Набонида в своих рассказах о Вавилонии, сохранив его только как имя в своих списках царей, империя Ахеменидов, которая сменила власть Набонида в Вавилонии, рассматривала его правление как пример, которому никогда не следует подражать. Ахемениды не считали важной более традиционную работу Набонида, восстановление храмов и т. д., но подчеркивали в своей историографии моменты, когда Набонид шёл вразрез с тем, что ожидалось от вавилонского царя. Кир Великий оправдал своё завоевание Вавилона, представившись защитником, божественно назначенным Мардуком, и написав отчёты о «еретических» деяниях Набонида.
После падения Вавилона постепенно сформировалась легенда о том, что Набонид был сумасшедшим из-за своей религиозной политики, которая в конечном итоге вошла в эллинистическую и еврейскую традицию. Набонид не упоминается в Библии, но его сын Валтасар фигурирует в Книге Даниила, где он ошибочно представлен как последний вавилонский царь до персидского завоевания. Сам Набонид, скорее всего, отождествлялся в Книге Даниила с Навуходоносором II, который назван там отцом Валтасара. Представляется также, что история оставления Набонидом Вавилона и его десятилетнего пребывания в оазисе Тема легла в основу библейского рассказа о безумии Навуходоносора. Тут предполагаемое безумие Набонида приписывается Навуходоносору II. В этой истории царя поразило какое-то безумие, заставившее его считать себя животным и вести себя как животное (зоантропия). В то время «отлучен он был от людей, ел траву, как вол, и орошалось тело его росою небесною, так что волосы у него выросли как у льва, и ногти у него — как у птиц». Болезнь царя была наказанием от Бога за его высокомерие и гордыню. После «семи периодов времени» Навуходоносор обрёл разум, признал величие Бога, и его царство было восстановлено. О том, что первоначальным героем этой истории был Набонид, а не Навуходоносор, свидетельствует, например, тот факт, что безумие Навуходоносора не подтверждается ни одним из сохранившихся клинописных текстов, а слухи о безумии Набонида ходили ещё во времена его продолжительной жизни. Аллюзии на эту тему можно найти, в том числе в «Поэтическом отчёте о Набониде», где решение Набонида возвысить бога Сина и переселиться в Тему объясняется его безрассудством.
С другой стороны, следует признать, что в «Поэтическом отчёте о Набониде» очень критично отзываются о Набониде, особенно о его религиозной политике, и хотя в нём Кир Великий представлен скорее как освободитель, чем завоеватель, в нём нет прямых утверждений о том, что Набонид был безумен. Династическое пророчество и Цилиндр Кира предлагают схожие объяснения, критикуя Набонида и его политику, но не характеризуя его как сумасшедшего. Некоторые вавилонские источники более нейтральны. Вавилонская хроника, более объективный отчёт о вавилонской истории, повествует о том, что царь отсутствовал в Вавилоне в течение многих лет подряд и, как следствие, приостановил празднование Нового года, но не выносит никакого суждения об этих событиях. В своей истории Вавилонии Беросс представляет Набонида как узурпатора, в чём сам Набонид признался, но не сообщает ничего, что могло бы быть истолковано как негативная оценка царя. Таким образом, ясно, что современные взгляды Набонида не были полностью негативными. Если бы вавилоняне повсеместно отвергли Набонида как некомпетентного и нечестивого еретика, также маловероятно, что двое более поздних вавилонских мятежников объявили бы себя его сыновьями. Клинописные источники предполагают, что вавилоняне помнили Набонида как неортодоксального и заблуждающегося, но не сумасшедшего.
Молитва Набонида на арамейском языке, один из текстов «Свитков Мертвого моря», текстов в еврейской традиции, написанных столетия спустя, содержит то, что может быть источником истории о безумии Набонида. В молитве утверждается, что Набонид в течение семи лет страдал ужасной кожной болезнью, от которой он вылечился, помолившись богу евреев. Эта история похожа на месопотамские предания о царях, проклятых богами из-за кожных заболеваний и вынужденных скитаться по засушливым степям, как дикие животные. В Уруке есть аналогичный текст эллинистического периода, в котором приписывается Шульги, царю III династии Ура, проклятие с заражением кожной болезнью после осквернения Мардука и возведения Сина на его место. Вполне вероятно, что эта легенда тогда была связана с Набонидом, который возвел Сина на место Мардука, а более поздние еврейские летописцы связывали кожную болезнь с безумием и связывали рассказ о том, что он был обречен скитаться по пустыне, как дикое животное, с длительным пребыванием Набонида в Тайме.
Современные историки по-разному характеризуют Набонида. Когда в первой половине XIX века было обнаружено большое количество его надписей в сочетании с литературными источниками, описывающими его и его время, Набонида стали описывать по — разному эксцентрично. Некоторые характеризовали его как старого антиквара, не интересующегося государственными делами, сосредоточенного исключительно на археологических раскопках. Другие считали Набонида злым узурпатором, чья некомпетентность привела к падению его древней империи. Другие видели в Набониде религиозного фанатика, одержимого идеей сделать бога Луны верховным божеством своей империи. По словам Болье, историки сегодня представляют Набонида как явно способного правителя, который пытался спасти Нововавилонскую империю, мощное, но наспех построенное и политически нестабильное царство, от его внутренней нестабильности и отчаянного геополитического положения. Ламберт охарактеризовал Набонида как «самого индивидуалистического правителя своего времени» из-за его неортодоксальной религиозной политики и его длительного пребывания в Аравии. Вейершойзер и Новотный писали, что, вопреки откровенно негативным оценкам персидского периода, Набонид был относительно успешным правителем, осуществлял множество строительных проектов, вёл свои армии в успешных кампаниях вдали от центра Вавилона и обеспечивал процветание своей империи. Вейерхойзер и Новотны считали Набонида «несомненно, одной из самых ярких личностей древней Месопотамии». На то, что страна на самом деле при нём процветала, по-видимому, указывает относительно большое количество (около 3000) хозяйственных документов, происходящих из времен его 17-летнего правления (для сравнения с периодом 43-летнего правления Навуходоносора II известно около 1700 такого рода документов, а со времен 36-летнего царствования Дария II — около 1500).
| X Нововавилонская (халдейская) династия |                                                                              |                                               |
| Предшественник: Лабаши-Мардук           | царь Нововавилонского царства 556 — 539 до н. э. (правил 17 лет и 5 месяцев) | Преемник: государство завоёвано Киром Великим |